# Guy-Marie-Edouard-Gabriel Boulard de Vaucelles
Guy-Marie-Edouard-Gabriel Boulard de Vaucelles, francoski general, * 1883, † 1942.